# Sédiment

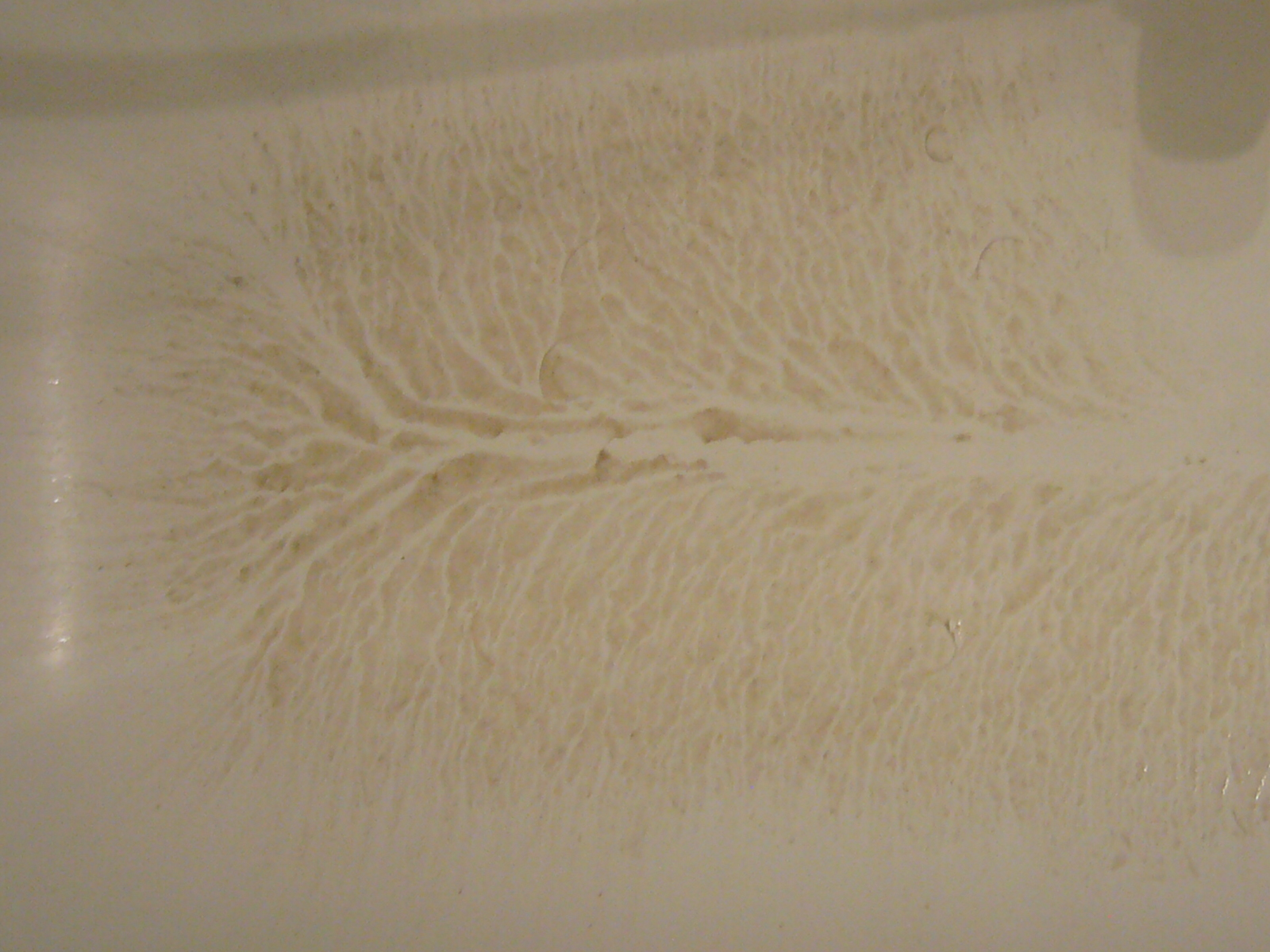
Le processus de sédimentation est d'abord une loi physique, liée à la pesanteur. Des phénomènes biologiques peuvent l'accélérer ou le réduire, intervenant notamment dans les cycles écologiques et biogéochimiques.

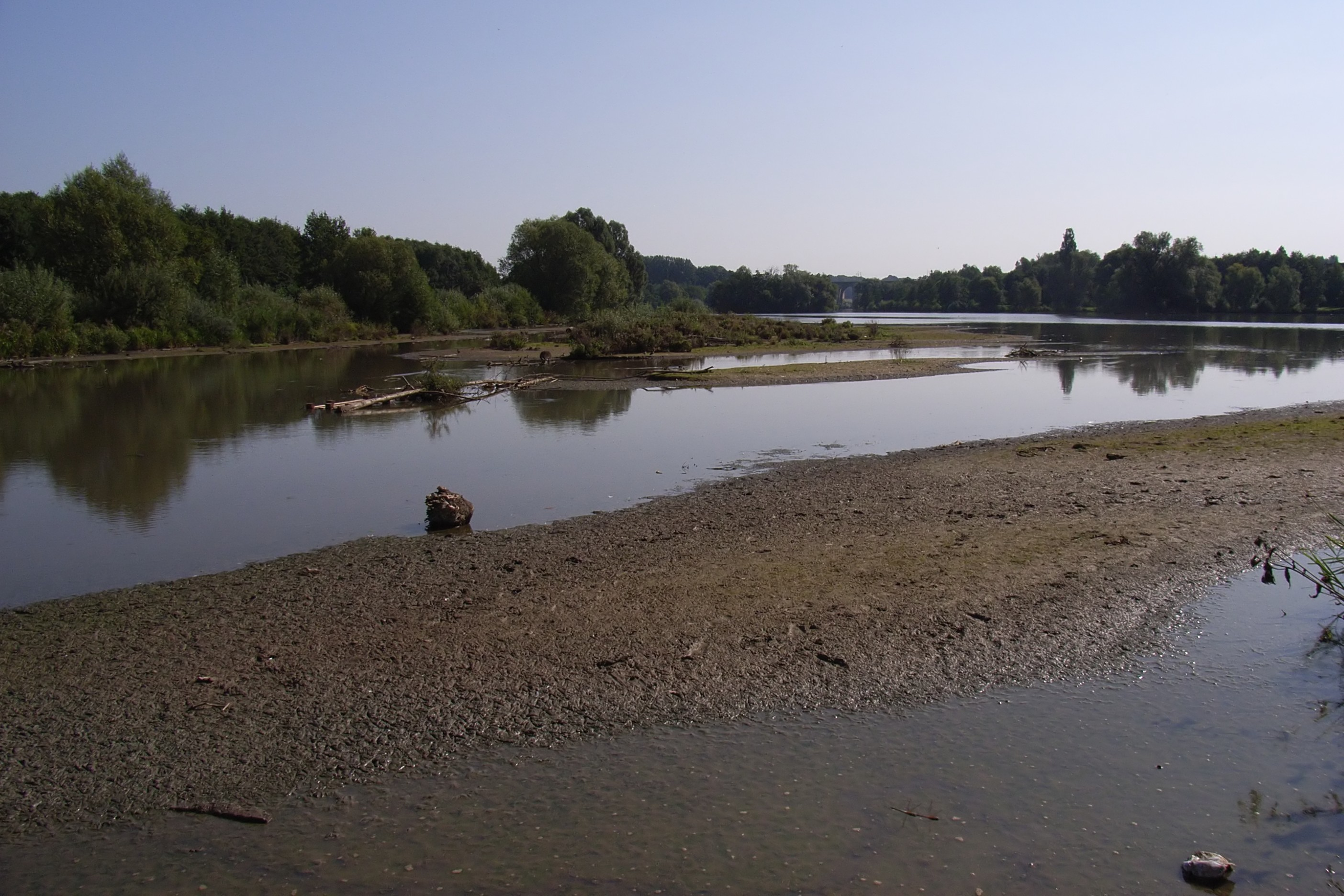
La sédimentation dépend du contexte géomorphologique, climatique, écologique et de la vitesse de l'eau.

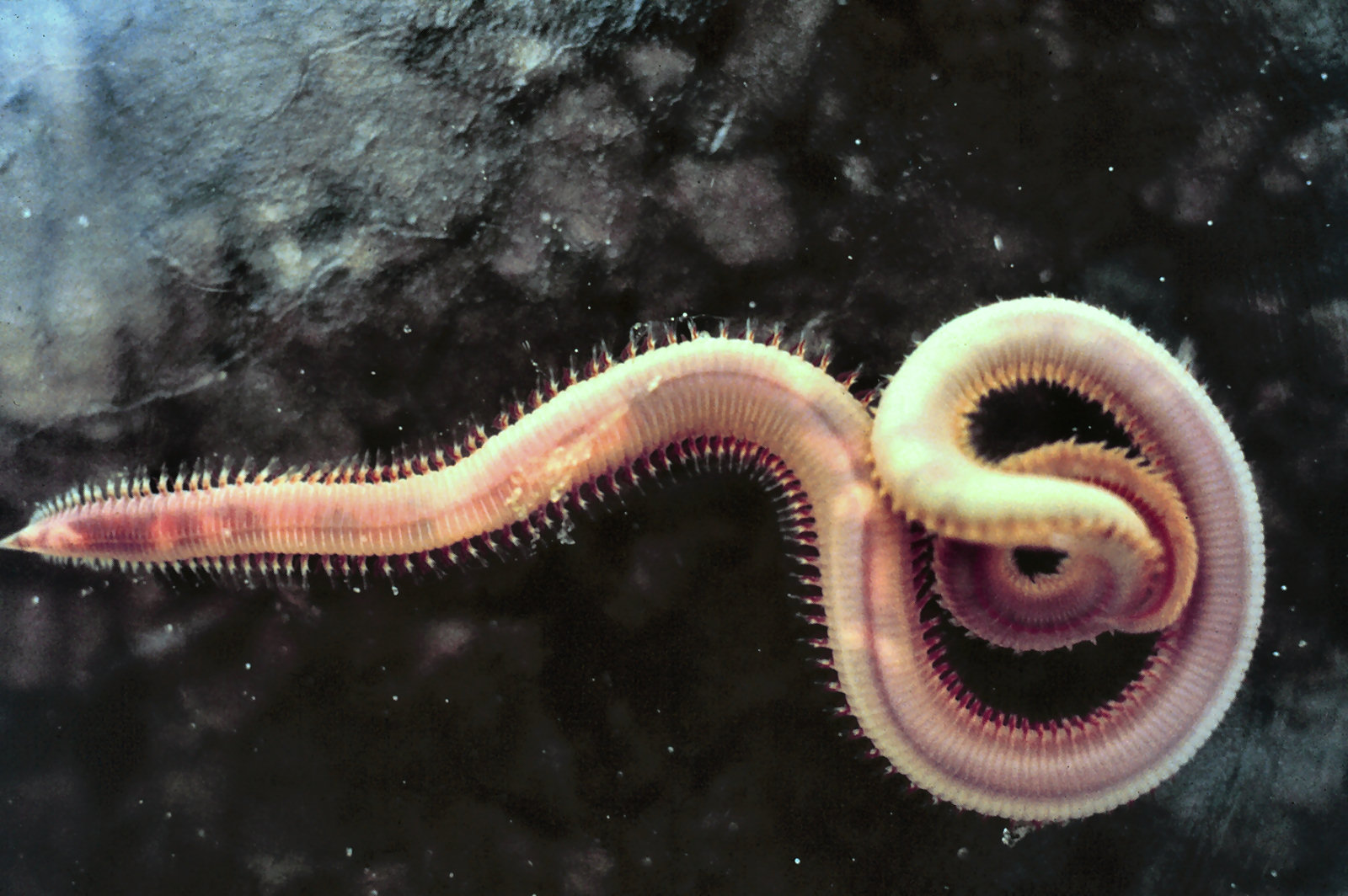
Une faune spécifique aux sédiments contribue à leur nature, à leur mobilité et à la biodisponibilité des éléments qu'ils contiennent ; particules, nutriments, ou polluants. Les vers Polychaete typiques des vases des estuaires y contribuent, mais ils contribuent aussi à aérer les sédiments.

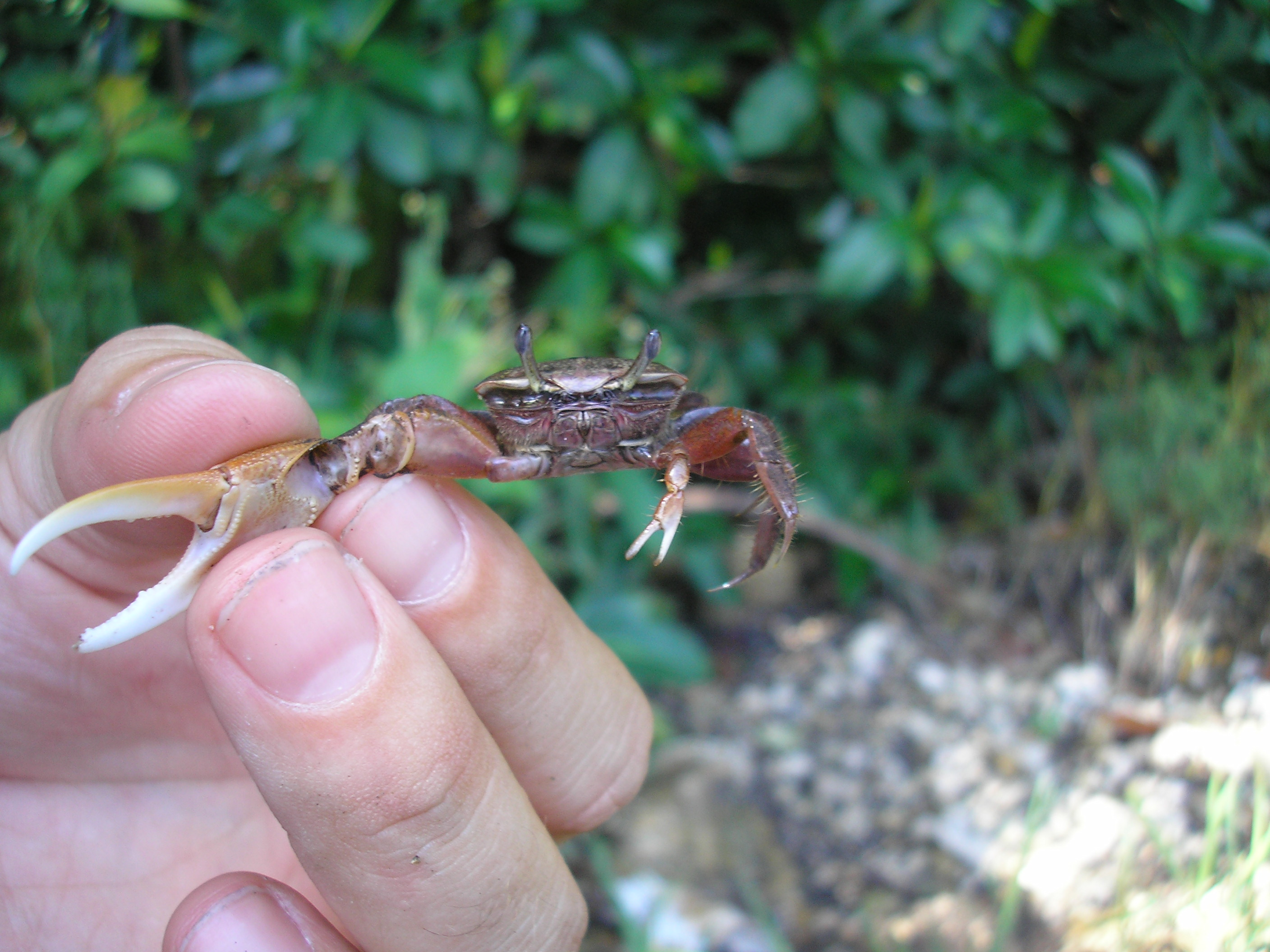
Les polluants peuvent être accumulés dans la chaîne alimentaire et quitter le sédiment pour recontaminer d'autres compartiments de l'écosystème, via la bioturbation.

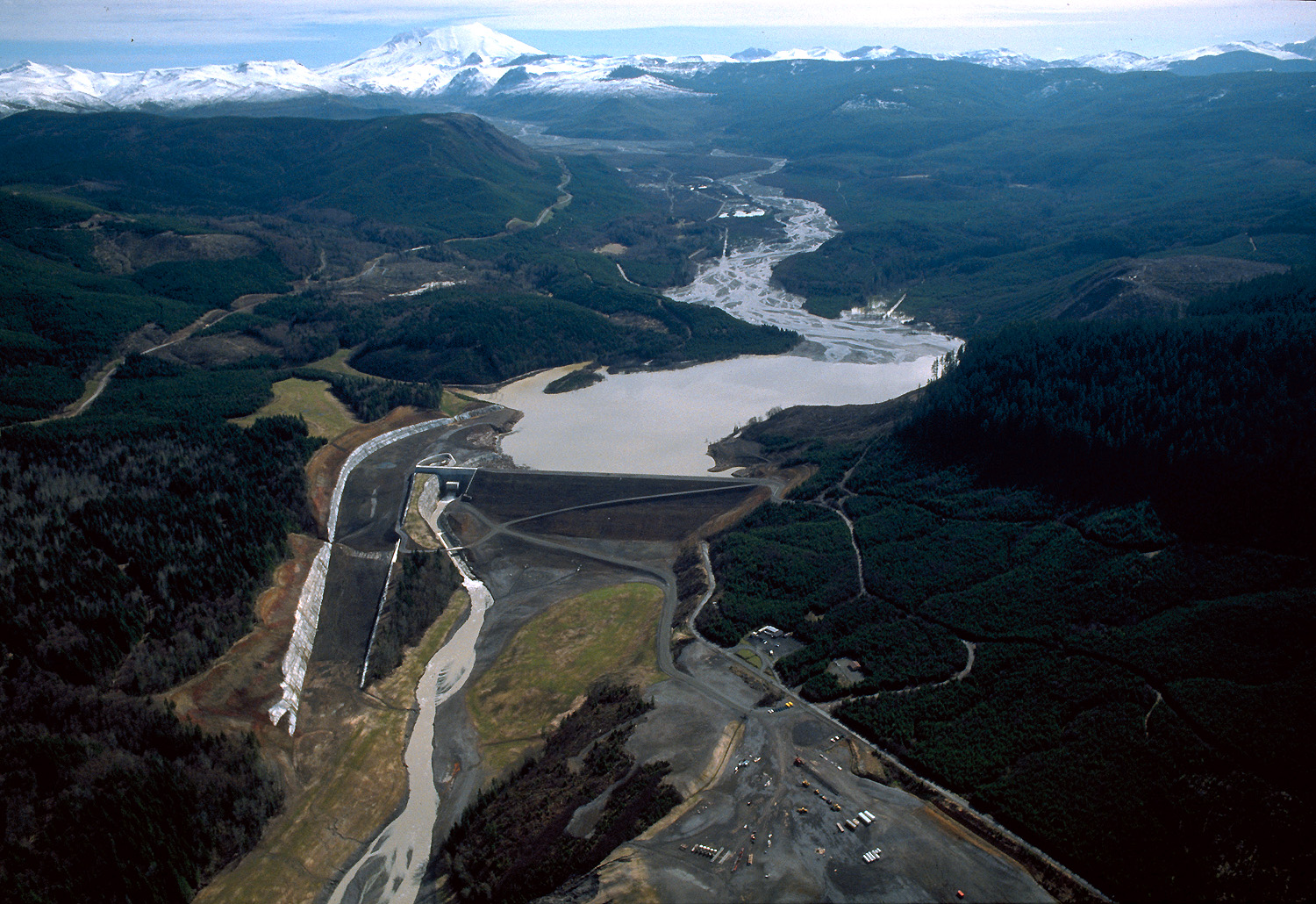
Barrage construit pour bloquer les sédiments issus de l'explosion du volcan Mt St Helens sur la rivière Toutle (État de Washington, États-Unis).

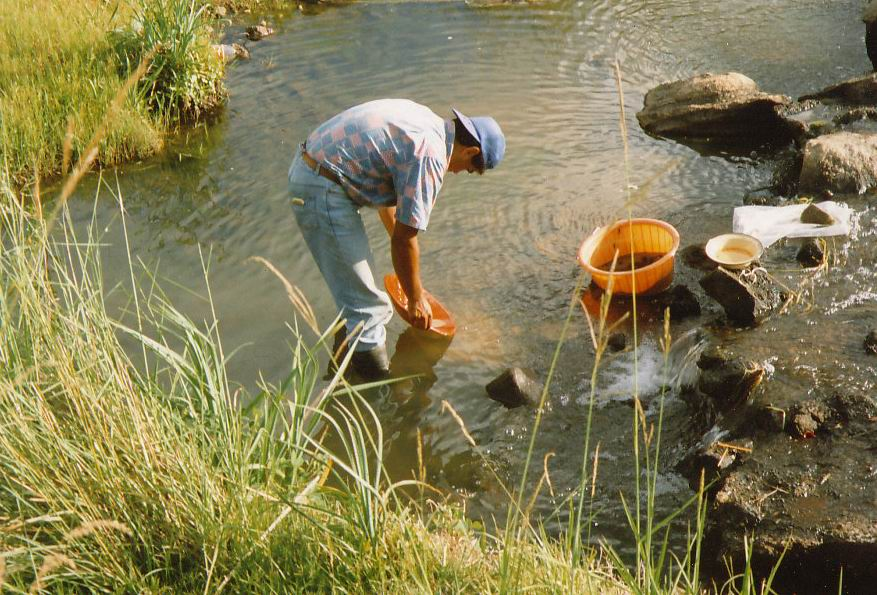
Les matériaux se déposent différentiellement selon leur poids, caractéristique utilisée par les chercheurs d'or pour prospecter les sédiments.

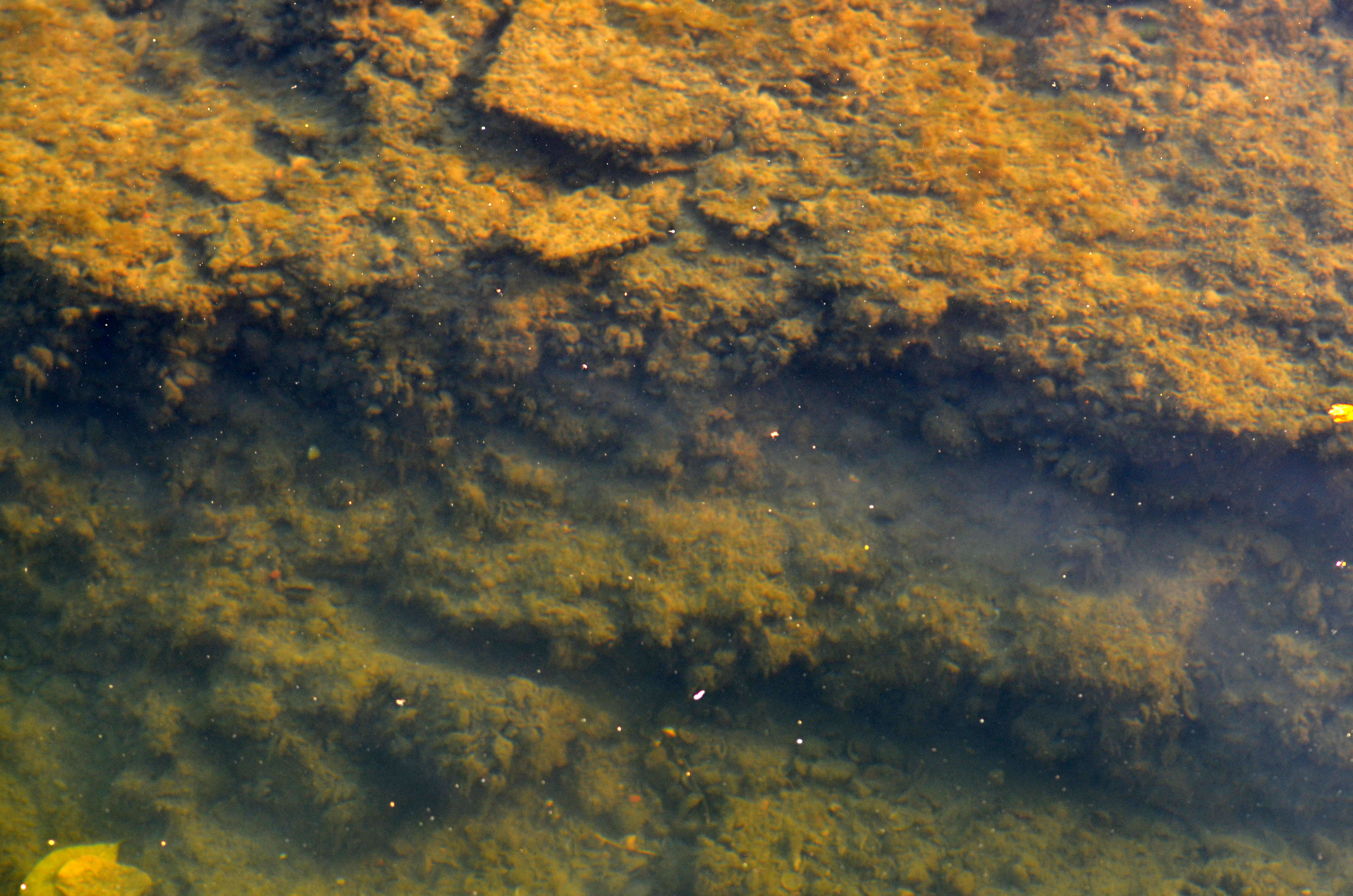
Sédiments remodelés par des travaux sur berges, par les courants et contrecourants générés par les éclusées et par les remous des hélices de péniches (aval de la Haute-Deûle canalisée).

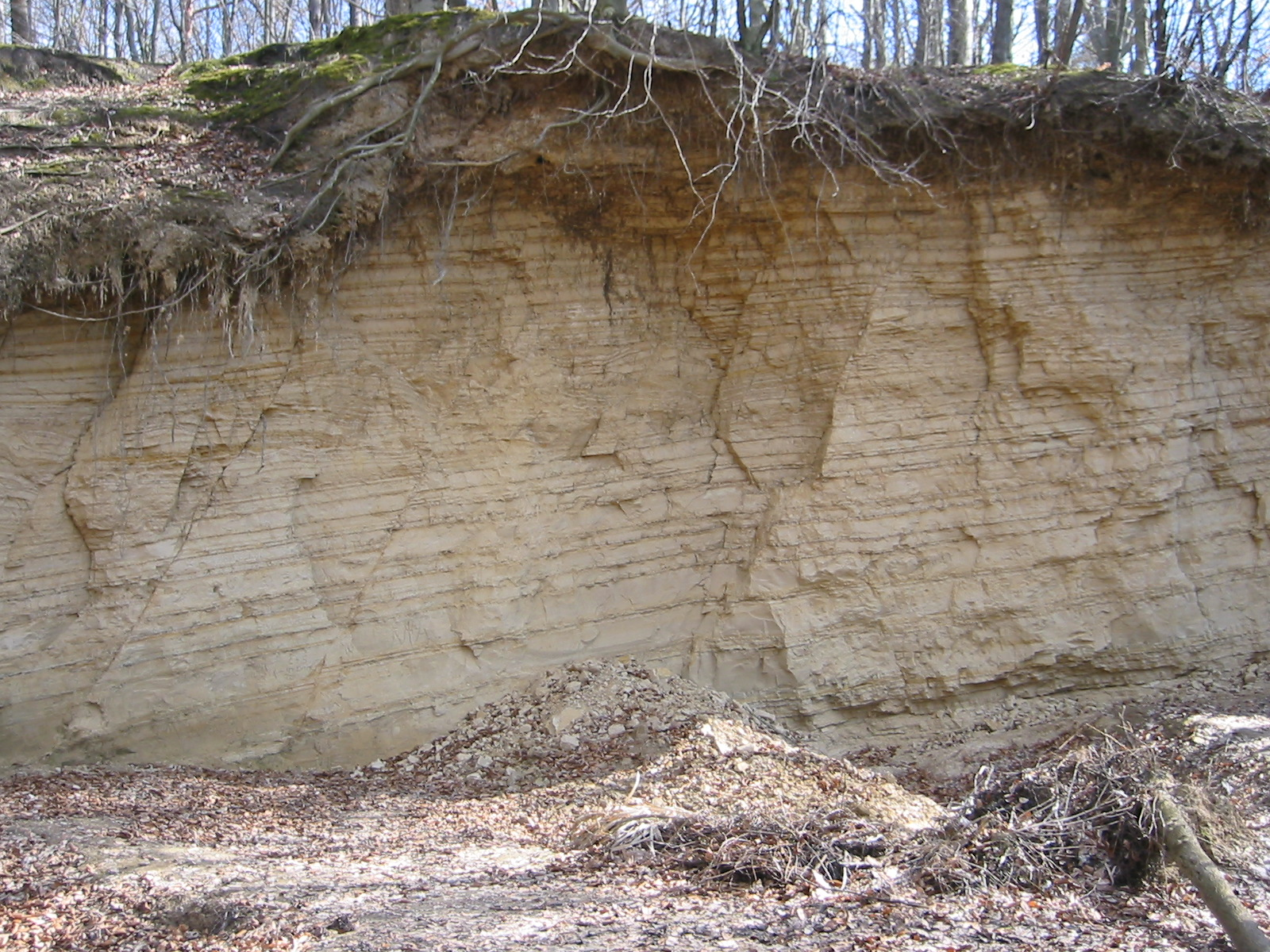
La sédimentation est à l'origine des roches sédimentaires, dont la craie et le pétrole qui jouent un rôle majeur dans le cycle du carbone.

Un sédiment est un ensemble de particules, antérieurement en suspension dans l'eau, l'atmosphère ou la glace, et qui a fini par se déposer sous l'effet de la pesanteur ; souvent en couches ou strates successives. Un sédiment est caractérisé par sa nature (composition physicochimique), son origine, sa granulométrie, les espèces qu'il contient et son éventuelle toxicité… La consolidation des sédiments est à l'origine de la formation des couches sédimentaires rocheuses aux structures variées.
La sédimentation est l'ensemble des processus conduisant à la formation de sédiments. Elle se produit à la surface du globe, soit par déposition des produits d'érosion (par exemple le sable, l'argile), soit par précipitation (par exemple les évaporites), soit par accumulation au fond des océans des débris minéraux des animaux ou plantes mortes (par exemple la craie, la diatomite), soit par d'autres processus.
Du point de vue cartographique et biogéographique, le sédiment marin est l'habitat naturel le plus vaste (~70% de la surface de la Terre ; sa surface est plus étendue que celle de la mer), abritant une énorme population microbienne : la moitié des microbes océaniques vivent dans le sédiment, et beaucoup sont des archées (procaryotes unicellulaires qui ne sont ni bactéries, ni des eucaryotes) qui semblent jouer un rôle important de reminéralisation des protéines dans les sédiments marins anoxiques, grâce à des enzymes leur permettant de dégrader les protéines détritiques. Sous l'océan mondial, le sédiment semble abriter un écosystème microbien très spécifique : le plus grand du monde ; et le plus limité en énergie Selon Lever et al. (2015) et Parkes et coll. (2014).

## Enjeux
Le sédiment, encore méconnu, notamment comme régulateur biogéochimique et comme habitat naturel, présente des enjeux majeurs, écologiques et climatiques (puits de carbone, émetteur de méthane et CO2 selon le contexte) notamment, et en termes de pollution parfois.
Vers 1950, l’expédition océanographique Mid-Pacific découvre des populations de centaines à des milliers de bactéries par gramme (poids humide) de sédiments pélagiques profonds (argile rouge et limon de globigérine), avec encore quelques bactéries vivantes à la base de carottages mesurant près de 8 mètres, soit dans des matériaux sédimentés il y a plus d’un million d’années.

Depuis, la connaissance de l'étendue, de la diversité et de la physiologie des microbes vivant sous le plancher océanique s'est considérablement améliorée : on sait que le sédiment aquatique, et marin notamment (qui inclut la partie la plus profonde de la biosphère), jusque dans la fosse des Mariannes est l'habitat naturel le plus vaste de la planète : il couvre ~70% de la surface de la Terre ; et sa surface est plus étendue que celle de la mer, et que celle des continents. C'est l'habitat d'une énorme énorme population microbienne (12 à 45 % de la biomasse microbienne totale, ou ~0,6 à 2 % de la biomasse vivante totale de la biosphère),,, notamment riche en procaryotes, dont en Archées dont certaines (Nitrosopumilus) peuvent produire de l'oxygène en l'absence de toute lumière, et en communautés microbiennes originales (parfois à faible biomasse, souvent non dépendante de l'oxygène et presque toujours non-photosynthétique). La biomasse du sédiment marin est finalement moindre que ce qu'on avait d'abord estimé, mais elle est à peu près égale aux estimations faites pour l'abondance microbienne totale de l'eau de mer et pour l'abondance microbienne de la totalité des sols, ; certains auteurs parlent de « biosphère profonde et chaude ». 
Les sédiments constituent, en tant qu'écotone roche-mère/eau, un habitat colonisé par des espèces spécifiques (fouisseuses) qui y jouent un rôle majeur (épuration, aération, fermentation, bioturbation). Cet écotone joue un rôle de puits de carbone. Quand il est fin et riche en matière organique, il consomme de l'oxygène et devient anoxique. 
Il peut néanmoins être aéré par des vers ou animaux fouisseurs. 
 Plus en profondeur, les sédiments ont récemment (année 2010/2020) révélé de nouvelles lignées dans l’arbre de la vie, appartenant souvent à des phylums distincts (archéens notamment). Selon Brett J Baker & al. (2021) :  « des comparaisons détaillées des potentiels métaboliques de ces nouvelles lignées ont clairement montré que les bactéries et les archées non cultivées sont capables de médier des étapes clés du cycle du carbone et des nutriments non encore décrites ».
Le sédiment, autrefois parfois utilisé comme engrais ou amendement (le limon fertile du Nil…) abrite parfois des espèces pathogènes (souvent considérées comme anaérobies), et aujourd'hui des polluants plus ou moins toxiques et persistants, pas ou peu ou lentement biodégradables selon les cas, éventuellement radioactifs ou mutagènes ou génotoxiques. Il participe néanmoins aussi à la qualité de l'eau des nappes phréatiques en jouant un rôle de tampon ou de « filtre » « grâce auquel une partie des éléments polluants des rivières reste fixée dans les sédiments » (dont une partie peut toutefois être emportée vers la mer ou d'autres parties du bassin-versant lors des grandes crues).
Des enjeux écoépidémiologiques et de santé environnementale sont posés par la contamination de la faune qui vit dans les sédiments ou par la remise en suspension de sédiments contaminés, y compris par des polluants actifs à très faibles doses comme les perturbateurs endocriniens. Ces polluants compliquent la gestion de certains sédiments qui peuvent accumuler des polluants physiques, organiques ou organométalliques plus ou moins dégradables, des métaux toxiques non dégradables et des radionucléides artificiels et/ou naturels, jusque dans les lacs d'altitude qui recueillent les polluants aéroportés et déposés via les neiges, les pluies et les dépôts secs. Depuis le début de la période industrielle, l'acidification des eaux météoriques et de certains lacs et cours d'eau a aussi modifié la composition des sédiments [dès les lacs de montagne, y augmentant les teneurs en certains éléments tels que le Manganèse (Mn), le zinc (Zn), le plomb (Pb) et le potassium (K), et en diminuant leur teneur en magnésium (Mg).
Dans les eaux calmes, le sédiment est souvent une mémoire d'évènements passés, y compris des pollutions chroniques ou accidentelles, même loin des centre urbains et industriels. La paléolimnologie, à partir des sédiments de lacs de l'Europe du Nord a pu retrouver les traces de 4000 ans de pollution atmosphérique européenne par le plomb.
La sédimentation dans les ports pose un problème depuis leur existence. Avec l'aggravation de l'érosion des sols labourés et cultivés ou désertifiés et salinisés, les sédiments encombrent de plus en plus les ports fluviaux et estuariens ou maritimes. Leur gestion coûte de plus en plus cher aux autorités portuaires et aux gestionnaires des canaux, ainsi que pour les collectivités riveraines de cours d'eau. Deux enjeux sont la prévention de l'érosion anthropique, et de mieux valoriser les sédiments.
Comme les glaces polaires, les sédiments enregistrent, couche par couche, des traces de vie et des climats passés, que l'on étudie via des carottages. En juillet 2020, des biologistes marins ont ainsi découvert une population surprenante de micro-organismes aérobies, pour la plupart « en état de vie quasi-suspendue », dans des sédiments très pauvres en matière organique, enfouis à 76 mètres sous le plancher océanique du gyre oligotrophe du pacifique sud (SPG), un environnement antérieurement considéré comme « le lieu le plus mort de l'océan ». Ces micro-organismes, pourraient être âgés de 101,5 millions d'années mais ont pour certains pu être « réanimés ». Ils pourraient représenter les formes de vie les plus longévives jamais identifiées. Les auteurs notent que « les microbes anaérobies n'ont été que très peu ranimés à partir de ce sédiment oxique » et suggèrent que « les communautés microbiennes largement distribuées dans les sédiments abyssaux pauvres en matière organique sont principalement constituées d'aérobies qui conservent leur potentiel métabolique dans des conditions de très faible énergie jusqu'à 101,5 Ma. ». Cette découverte remet en question notre compréhension de la limite de survie dans les sédiments anciens et ouvre des perspectives fascinantes sur la possibilité de vie microbienne extrêmophile enfouie ailleurs sur Terre, et possiblement sur d'autres planètes.
De même a-t-on trouvé à 2 km sous le plancher océanique, au sein de couches de houille profonde et de schiste sus-jacent, datées du miocène, des populations éparses, en densité faible (50 à 2 000 cellules par cm3) de bactéries hétérotrophes capables d'utiliser une gamme diversifiée de substrats de carbone et d'azote. Mises en incubation à 45°C (température de leur milieu), elles nécessitent de plusieurs mois à plus d'un siècle ans pour se dupliquer : c'est un taux de biosynthèse microbienne parmi les plus lents connus dans l'environnement naturel. Dans le sédiment profond où les nutriments sont rares, le temps nécessaire à une seule duplication pour une bactérie ou une archée peut communément se mesurer en siècles ou en millénaires,,.

## Types de sédimentation
On distingue la sédimentation marine (littorale ou côtière, océanique, bathyale, abyssale, etc.), la sédimentation lagunaire (dans des zones séparées de la mer par un cordon littoral), la sédimentation continentale (éolienne, fluviatile, deltaïque, lacustre, glaciaire, etc.).

## Origine et types de sédiments
- Des particules physiques, des êtres vivants et leurs excrétats, ainsi que des myriades de cadavres plus ou moins décomposés sédimentent en permanence dans les eaux douces, saumâtres et salées, ou se déposent dans les glaciers. Ces particules peuvent ensuite former des roches sur place, ou être remobilisées et transportées ailleurs.
- La sédimentation d'origine éolienne augmente avec l'aridification et la désertification et certains évènements volcaniques. Les sédiments transportés par le vent, sont des minéraux issus de l'érosion des sols et des roches, des volcans, des embruns, des incendies. Les dunes et le lœss sont des résultats d'un transport sédimentaire éolien.
- Les crues entraînent une plus grande quantité de sédiments, car les débits, plus forts, ont une plus importante force érosive et une plus grande énergie de transport. La baisse subséquente des niveaux d'eau crée souvent de vastes étendues de sol nouveau sur les plaines inondables.
La disparition ou la régression des embâcles naturels, des castors et de leurs barrages peuvent modifier les paramètres érosifs d'un bassin versant et la sédimentation en aval, de même que la canalisation d'un fleuve ou d'une rivière, ou la construction de barrages artificiels qui emprisonnent dans leurs réservoirs d'importantes quantités de sédiments (et parfois de polluant).
- L'érosion des sols dégradés par l'agriculture et le lessivage des sols urbains sont une source croissante de sédiments dans les canaux. À titre d'exemple, dans le réseau Nord/Pas de Calais, l'établissement public Voies navigables de France (VNF) estimait[33] en 2007 que l'érosion des bassins versants était responsable de l'apport de 143 000 tonnes de sédiments par an (à raison de 100 mg·L-1 dans les eaux de ruissellement urbain[33], de 0,18 t/ha pour les eaux de ruissellement agricole[33], les apports en sédiments étant nuls ou négligeables[33] dans les zones boisées ou prairiales, qui au contraire captent une grande partie des particules en suspension de l'eau qui réapparaît limpide en aval dans les sources. Ces sédiments (souvent pollués) doivent être curés et stockés à grands frais dans des terrains de dépôt. Dans cette seule région, et rien que pour les canaux, VNF a identifié (chiffres 2007) 5 346 ouvrages de rejets directs. Selon la DRIRE, les industriels de cette région suivis par la DRIRE rejetaient dans les cours d'eau environ 4 300 t/an[34]. Le volume des sédiments que VNF prévoit devoir extraire entre 2007 et 2027 est d'environ 8,5 millions de m3, venant à 80 % du réseau magistral (grands et principaux canaux)[35].
- Les moraines et tills sont des dépôts de sédiments ayant été transportés par la glace. Les effondrements gravitaires créent aussi des sédiments comme les talus et les glissements ainsi que les éléments de karstologie.
- Les lacs, deltas, mers et océans accumulent des sédiments pendant de longues périodes (transgression marine). Le matériau peut être terrigène (venant des terres) ou marin (dont l'origine est marine). Les sédiments déposés sont la source de roches sédimentaires qui peuvent contenir des fossiles des habitants de ce volume d'eau jadis recouvert par les couches de sédiments. Leur carottage permet de connaître l'évolution du climat.

## Transport de sédiments

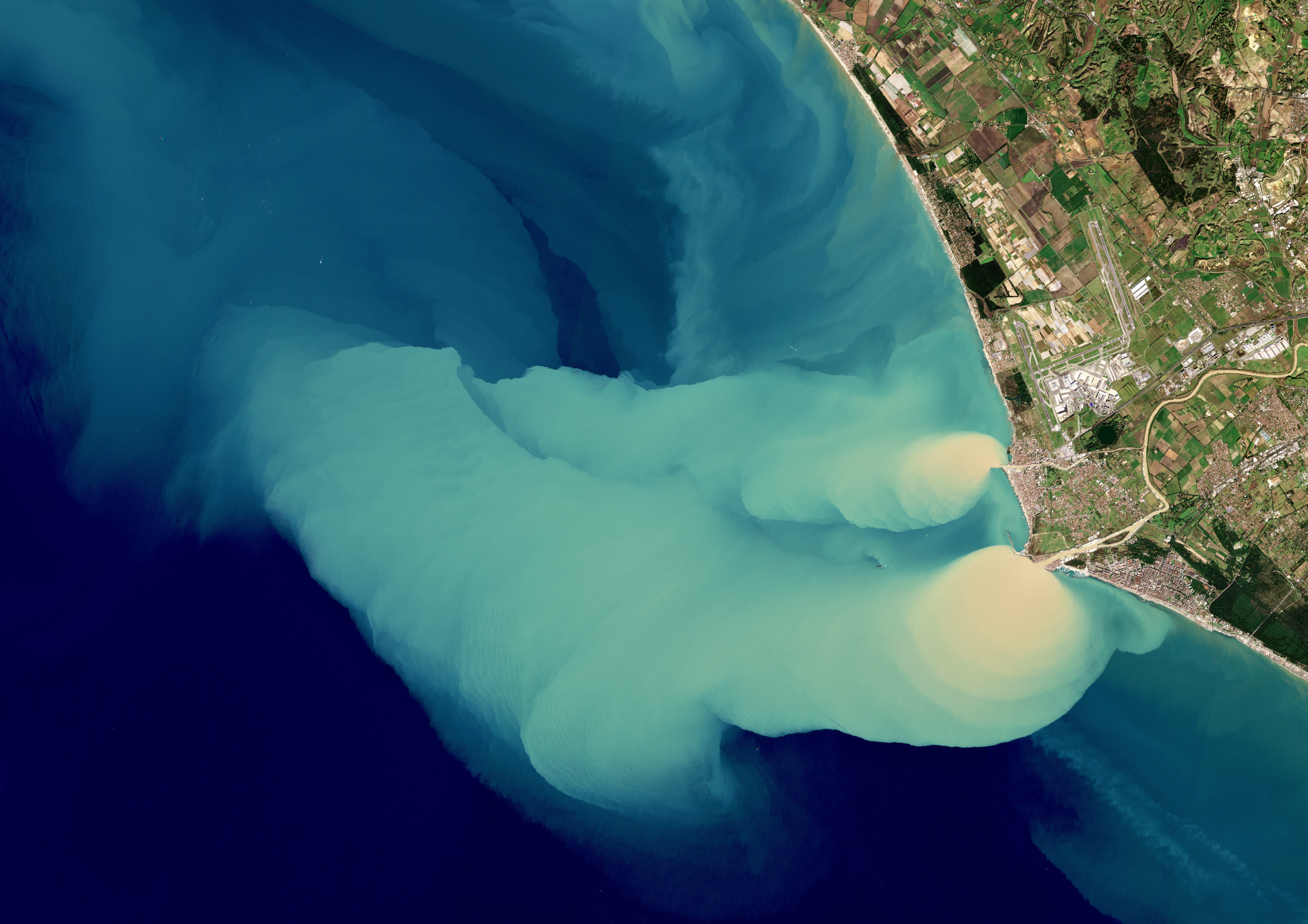
Vue satellitale (Copernicus, Sentinel-2B, datée du 5 février 2019, 3 jours seulement après de fortes pluies à Rome et dans les environs du Latium, en Italie, en vraies couleurs vraies (source : Agence spatiale européenne)

### Cours d'eau
Lorsqu'un fluide comme l'eau coule, il peut se charger de particules en suspension. En milieu calme, la vitesse verticale de sédimentation est la vitesse maximale, ou limite, de chute d'une particule. Elle est donnée par la loi de Stokes :
{\displaystyle w={\frac {(\rho _{p}-\rho _{f})gr^{2}}{4.5\mu }}}
où w est la vitesse limite verticale de sédimentation, ρ est la masse volumique (les indices p et f indiquent respectivement particule et fluide), g est l'accélération due à la gravité, r est le rayon de la particule et μ est la viscosité dynamique du fluide.
Si la vitesse de l'écoulement est plus grande que celle de dépôt, le granulat continue vers l'aval. Comme il y a toujours des diamètres différents dans le flot, les plus gros se déposent (décantation) tout en pouvant continuer à descendre par des mécanismes comme la saltation (collisions particules-paroi, par roulement ou glissement, dont les traces sont souvent conservées dans les rochers solides) et peuvent être utilisées pour estimer la vitesse du courant.
Dans les cours d'eau à pente plus importante, des sédiments plus grossiers peuvent être transportés. En montagne, le diamètre de plus grosses particules rocheuses ainsi transportées atteint plusieurs dizaines de centimètres. Lorsque ce transport de sédiments survient lors d'une crue, on parle de « charriage ».

### Sédiments pollués
En aval des zones habitées, cultivées et/ou industrialisées, les sédiments des fleuves, des canaux, des gares d'eau, des estuaires et des littoraux ainsi que de certains lacs sont souvent très pollués. La pollution peut être ancienne (issue de mines médiévales ou antiques de métaux par exemple) et/ou récentes. On parle parfois de « pollution de stock », qui peut (re)devenir une « pollution de flux » en période de crue, ou à la suite d'une méandrisation du cours d'eau ou à la suite de travaux contribuant directement ou indirectement (modification des courants) à leur remise en suspension.
Des sédiments peuvent aussi avoir été pollués directement par le rejet volontaire ou involontaire de déchets, et notamment en mer Baltique et sur le littoral français ou dans certains lacs par l'immersion volontaire de munitions, d'explosifs et de déchets divers. Le long des canaux, des dépôts de boues de curages peuvent parfois constituer des points de relargage de pollution.
Des valeurs guides ont été établies pour permettre une gestion plus sécurisée des sédiments pollués.

### Lits fluviaux
N'importe quelle particule dont le diamètre est approximativement plus grand que 0,7 mm formera des composants topographiques visibles et sculptés dans le lit du cours d'eau.

### Environnements dépositaires principaux
Les principaux environnements dépositaires sont :
- delta ;
- terrasse alluviale ;
- éventail alluvial ;
- méandres et rivière en tresses ;
- lac de bras mort ;
- levée ;
- bassin sédimentaire.

## Côtes et mers peu profondes
Le second environnement principal où le sédiment peut être en suspension dans un fluide est la mer. Il peut venir des cours d'eau qui créent des estuaires et des deltas. Au milieu de l'océan, ce sont les organismes vivants qui sont principalement responsables de l'accumulation de sédiments, via les excrétâts, coquilles et cadavres qui coulent en permanence vers les fonds océaniques où ils se fossilisent en formant des couches de calcaires et, par fermentation anaérobie, les hydrates de méthane. Enfouis durant des millions d'années, les sédiments organiques sont graduellement transformés en hydrocarbures fossiles tels que le gaz naturel, le pétrole, les schistes bitumineux, etc. 'selon la durée et profondeur d'enfouissement et le type des couches organiques).
Dans cette environnement, la forme du lit marin est grandement influencée par les courants, la marée, le ressac et les apports terrigènes.

## Les contre-écoulements
La chute de particules dans un liquide provoque des contre-écoulements opposés à leur descente. Ces contre-écoulements ont pour effet de ralentir la descente des particules situées au-dessus, réorganisent et ralentissent la sédimentation.
Pour mettre en évidence ce phénomène, une expérience de sédimentation dans un tube peut facilement être réalisée (voir l'effet Boycott).

## En France
Ce sont environ en moyenne 6 000 000 m3 de sédiments (dont environ 1 600 000 m3 provenant des canaux domaniaux, de gares d'eau ou de rivières domaniales) qui sont extraits, essentiellement directement dans les 525 000 km de cours d'eau (dont un peu plus de 7 000 kilomètres domaniaux) lors de leur entretien courant. Ces sédiments sont presque toujours pollués.
Les sédiments portuaires, parmi les plus pollués sont suivis par un réseau dédié. Ces données sont entrées depuis 2009 dans la Base de données Quadrige et depuis 2014 sous l'égide de direction technique eau, mer et fleuves du Cerema.

### Le Grenelle de la mer et les sédiments
Le comité opérationnel (ComOp) « sédiments de dragage » du Grenelle de la mer, dans son rapport rendu en juin 2010, note que la loi peut limiter l'immersion de sédiments très toxiques, mais non l'interdire tout à fait « puisque des immersions de sédiments dépassant les teneurs-seuils restent possibles s'il s'agit de la solution la moins pénalisante pour l'environnement » (principe de la Convention sur la prévention de la pollution des mers résultant de l'immersion de déchets).
Il a conclu que si le dragage n'engendrait pas en soi une contamination des sédiments, il induit néanmoins « une remobilisation de particules polluées par des flux provenant du bassin-versant ». Il faut donc « agir en amont pour éviter les flux polluants à la source en appliquant le principe « pollueur-payeur» sur l'ensemble des activités contribuant à la pollution des sédiments, et d'inciter aux bonnes pratiques en matière de dragage et d'immersion ».

### Chaire industrielle de recherche sur les sédiments
Acteur dans des projets nationaux de valorisation des sédiments dragués dans l'activité des travaux publics routiers, l'école d'ingénieurs des mines de Douai a créé en avril 2014 une chaire industrielle sur la valorisation des sédiments, en partenariat avec des acteurs industriels, portuaires et bureaux d'ingénierie. L'objectif de cette chaire, baptisée ECOSED pour ECOnomie circulaire des SEDiments, est de créer une dynamique scientifique, technologique et partenariale autour de la gestion des sédiments portuaires et fluviaux en vue de les recycler en technique routière ou en produits en béton,,.

### Guide de bonnes pratiques, recommandations
- EDR SEDIMENTS (financé par : - l'Agence de l'Eau Artois-Picardie, - la Direction Régionale de l'Environnement du Nord Pas de Calais (DIREN) - le Conseil Régional l'Environnement du Nord Pas de Calais), Enlèvement des sédiments - Guide méthodologique : Évaluation Détaillée des Risques liés à la gestion des sédiments et aux opérations de curage ; santé humaine ; ressources en eau, 148 pages, PDF (lire en ligne).
- Guides techniques sur la valorisation des sédiments de dragage/curage en techniques routière, aménagement paysager et dans le béton, développés dans le cadre de la démarche Sédimatériaux.Les guides méthodologiques de la démarche Sédimatériaux relatifs à la valorisation des sédiments de dragage/curage en techniques routière, aménagement paysager et dans le béton sont disponibles sur le site SEDILAB. [lire en ligne].